# Neil Kilkenny
Neil Martin Kilkenny (Enfield, Inglaterra, 19 de diciembre de 1985) es un exfutbolista inglés nacionalizado australiano, se desempeñaba como centrocampista y su último equipo fue el Western United de la A-League. 
Kilkenny nació en Inglaterra, tiene abuelos irlandeses y fue criado en Australia. Jugó fútbol internacional juvenil tanto para Inglaterra como para Irlanda antes de comprometerse con Australia. 

## Selección nacional
Ha sido internacional con la Selección de fútbol de Australia, ha jugado 14 partidos internacionales. Compitió con el país en los Juegos Olímpicos de 2008.

### Participaciones Internacionales
| Torneo             | Sede  | Resultado  |
| ------------------ | ----- | ---------- |
| Copa Asiática 2011 | Catar | Subcampeón |

## Clubes
| Club                            | País       | Año         |
| ------------------------------- | ---------- | ----------- |
| Oldham Athletic AFC             | Inglaterra | 2004 - 2005 |
| Birmingham City FC              | Inglaterra | 2005 - 2007 |
| Oldham Athletic AFC             | Inglaterra | 2007 - 2008 |
| Leeds United FC                 | Inglaterra | 2008 - 2011 |
| Bristol City FC                 | Inglaterra | 2011 - 2013 |
| Preston North End Football Club | Inglaterra | 2013 - 2016 |
| Melbourne City                  | Australia  | 2016 - 2018 |
| Perth Glory                     | Australia  | 2018 - 2021 |
| Western United                  | Australia  | 2021 - 2023 |